# Yatağan (Serinhisar)
Yatağan war eine Kleinstadt im Landkreis Serinhisar der türkischen Provinz Denizli. Es ist seit der letzten Gebietsreform eine Mahalle der Kreisstadt. Yatağan liegt etwa 47 km südöstlich der Provinzhauptstadt Denizli und 10 km östlich von Serinhisar. Yatağan hatte laut der letzten Volkszählung 2780 Einwohner (Stand 2014). 
Das Verwaltungsgebiet von Yatağan gliedert sich in vier Stadtteile, Doktorbahaakşit Mahallesi, Hüsnüakşit Mahallesi, İsatunçbilek Mahallesi und Remzişenel Mahallesi, die jeweils von einem Muhtar verwaltet werden. 
Etwa 3000 Menschen aus Yatağan leben außerhalb der Kleinstadt, meist in der Provinzhauptstadt Denizli und in Westeuropa. Die wichtigste Einnahmequelle ist traditionell die Schmiederei, vor allem Messerschmiederei. In Yatağan wurden die nach ihm benannten Säbel hergestellt, die von Mitte des 16. Jahrhunderts bis zum 19. Jahrhundert von den Osmanen als militärische Bewaffnung verwendet wurden. Heute werden in der Kleinstadt Messer aller Art, die mit dem Markennamen Yatağan Bıçakları versehen sind, hergestellt.